# Diamond Light Source
Pour les articles homonymes, voir Diamond.
Le Diamond Light Source, situé à Chilton dans l'Oxfordshire au Royaume-Uni, est un synchrotron opérationnel depuis janvier 2007, mais officiellement inauguré le 19 octobre 2007 par la reine Élisabeth II.
Son but est de produire des faisceaux de lumière intenses dont les caractéristiques particulières sont utiles dans de nombreux domaines de la recherche scientifique. En particulier, il peut être utilisé pour étudier la structure et les propriétés d’un large éventail de matériaux, des protéines (pour fournir des informations pour la conception de nouveaux et meilleurs médicaments), et des composants d’ingénierie (tels qu’une aube de turbine d’un moteur d’avion) à la conservation d’artefacts archéologiques (par exemple, le vaisseau amiral d’Henri VIII, le Mary Rose,).
Il existe plus de 50 sources de lumière synchrotron à travers le monde. Avec une énergie de 3 GeV, Diamond est un synchrotron de moyenne énergie qui fonctionne actuellement avec 32 lignes de lumière.

## Description

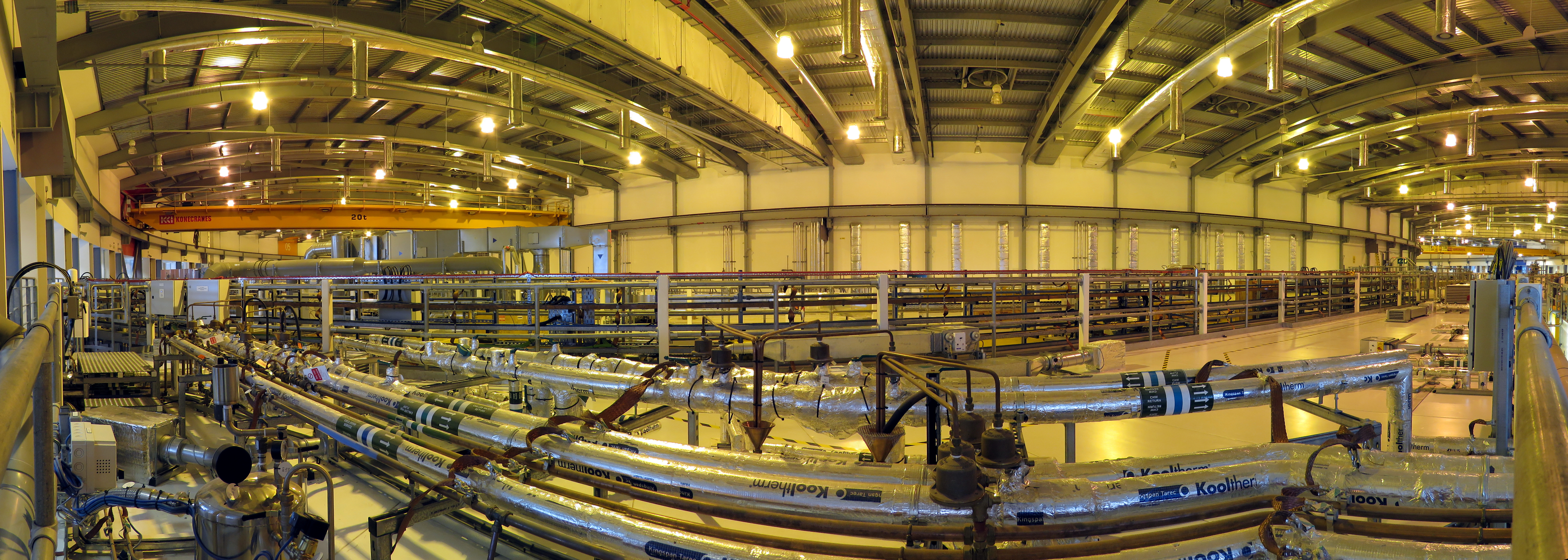
Intérieur du hall d’expérimentation.

Diamond génère de la lumière synchrotron à des longueurs d’onde allant des rayons X à l’infrarouge lointain. Il s’agit du rayonnement électromagnétique émis par les particules chargées se déplaçant à une vitesse proche de celle de la lumière lorsque leur trajectoire s’écarte d’une ligne droite. Il est utilisé dans une grande variété d’expériences pour étudier la structure et le comportement de nombreux types de matériaux.
Les particules utilisées par Diamond sont des électrons voyageant à une énergie de 3 GeV dans un anneau de stockage de 561,6 m de circonférence. Il ne s’agit pas d’un vrai cercle, mais d’un polygone à 48 côtés avec un aimant de déflexion à chaque sommet et des sections droites entre les deux. Les aimants de déflexion sont des aimants dipolaires dont le champ magnétique dévie les électrons afin de les diriger autour de l’anneau. Comme Diamond est une source lumineuse de troisième génération, il utilise également des réseaux spéciaux d’aimants appelés dispositifs d'insertion. Ceux-ci provoquent l’ondulation des électrons et c’est leur changement soudain de direction qui fait que les électrons émettent un faisceau de rayonnement électromagnétique exceptionnellement brillant, plus brillant que celui d’une simple courbure lorsqu’il se déplace à travers un aimant de courbure. Il s’agit de la lumière synchrotron utilisée pour les expériences. Certaines lignes de faisceau, cependant, utilisent la lumière issue uniquement d’un aimant de courbure sans avoir besoin d’un dispositif d’insertion.
Les électrons atteignent cette haute énergie via une série d’étages de pré-accélérateur avant d’être injectés dans l’anneau de stockage de 3 GeV :
- un canon à électrons de 90 keV
- un accélérateur linéaire de 100 MeV
- un synchrotron booster de 100 MeV – 3 GeV (158 m de circonférence).

Le synchrotron Diamond est situé dans un bâtiment toroïdal argenté de 738 m de circonférence, couvrant une superficie de plus de 43 300 mètres carrés, soit la superficie de plus de six terrains de football. Celui-ci contient l’anneau de stockage et un certain nombre de lignes de faisceau, l’accélérateur linéaire et le synchrotron booster étant logés au centre de l’anneau. Ces lignes de faisceau sont les stations expérimentales où l’interaction de la lumière synchrotron avec la matière est utilisée à des fins de recherche. Sept lignes de faisceau étaient disponibles lorsque Diamond est devenu opérationnel en 2007, et d’autres ont été mises en service au fur et à mesure que la construction se poursuivait. En avril 2019, 32 lignes de faisceau étaient en service. Diamond est destiné à accueillir finalement 33 lignes de faisceaux, soutenant les sciences de la vie, physiques et environnementales.
Diamond abrite également onze microscopes électroniques. Neuf d’entre eux sont des cryomicroscopes électroniques spécialisés dans les sciences de la vie, dont deux fournis à une utilisation industrielle en partenariat avec Thermo Fisher Scientific ; les deux microscopes restants sont destinés à la recherche de matériaux avancés.